# Petr Čermák
Petr Čermák, né le 24 décembre 1942 à Prague, est un rameur tchécoslovaque.

## Biographie

### Palmarès

#### Aviron aux Jeux olympiques
- 1964 à Tokyo,  Japon
  -  Médaille de bronze en huit[1]